# South Daytona
South Daytona és una població dels Estats Units a l'estat de Florida. Segons el cens del 2000 tenia 13.177 habitants.

## Demografia
Segons el cens del 2000, South Daytona tenia 13.177 habitants, 5.851 habitatges, i 3.604 famílies. La densitat de població era de 1.429,1 habitants/km².
Dels 5.851 habitatges en un 25% hi vivien nens de menys de 18 anys, en un 44,4% hi vivien parelles casades, en un 13% dones solteres, i en un 38,4% no eren unitats familiars. En el 29,6% dels habitatges hi vivien persones soles l'11,9% de les quals corresponia a persones de 65 anys o més que vivien soles. El nombre mitjà de persones vivint en cada habitatge era de 2,24 i el nombre mitjà de persones que vivien en cada família era de 2,75.
Per edats la població es repartia de la següent manera: un 20,3% tenia menys de 18 anys, un 8,7% entre 18 i 24, un 28,6% entre 25 i 44, un 23,5% de 45 a 60 i un 18,9% 65 anys o més.
L'edat mediana era de 40 anys. Per cada 100 dones de 18 o més anys hi havia 89,3 homes.
La renda mediana per habitatge era de 31.180 $ i la renda mediana per família de 36.417 $. Els homes tenien una renda mediana de 27.500 $ mentre que les dones 21.676 $. La renda per capita de la població era de 17.401 $. Entorn del 7,9% de les famílies i el 10,7% de la població estaven per davall del llindar de pobresa.

## Poblacions més properes
El següent diagrama mostra les poblacions més properes.